# Chlenias psolina
Chlenias psolina là một loài bướm đêm trong họ Geometridae.